# Antiblemma melanoides
Antiblemma melanoides är en fjärilsart som beskrevs av Heinrich Benno Möschler 1880. Antiblemma melanoides ingår i släktet Antiblemma och familjen nattflyn. Inga underarter finns listade i Catalogue of Life.